# رابرت رید
رابرت رید (انگلیسی: Robert Reed؛ ۱۹ اکتبر ۱۹۳۲ – ۱۲ مهٔ ۱۹۹۲) یک هنرپیشه اهل ایالات متحده آمریکا بود. وی بین سال‌های ۱۹۵۷ تا ۱۹۹۲ میلادی فعالیت می‌کرد. از فیلم‌های معروف او می‌توان به بازی در فیلم پسری در حباب پلاستیکی اشاره کرد.